# Cheumatopsyche pinaca
Cheumatopsyche pinaca är en nattsländeart som beskrevs av Ross 1941. Cheumatopsyche pinaca ingår i släktet Cheumatopsyche och familjen ryssjenattsländor. Inga underarter finns listade i Catalogue of Life.